# English Gardner
English Gardner (Estados Unidos, 22 de abril de 1992) es una atleta estadounidense, especialista en la prueba de relevos 4 x 100 m, con la que ha logrado ser campeona olímpica en Río 2016.

## Carrera deportiva
En el Mundial de Pekín 2015 gana la medalla de plata en relevos 4 x 100 m —tras las jamaicanas y por delante de las trinitenses— y en las Olimpiadas de Río 2016 gana la medalla de oro.